# Барни, Джованни Баттиста
Джованни Баттиста Барни (итал. Giovanni Battista Barni; 28 октября 1676, Лоди, Миланское герцогство — 24 января 1754, Феррара, Папская область) — итальянский кардинал, папский дипломат и доктор обоих прав. Титулярный архиепископ Эдессы Осроенской с 22 января 1731 по 9 сентября 1743. Апостольский нунций в Швейцарии с 22 февраля 1731 по 1 апреля 1739. Апостольский нунций в Испании с 1 апреля 1739 по 9 сентября 1743. Кардинал-священник с 9 сентября 1743, с титулом церкви Сан-Томмазо-ин-Парионе с 19 декабря 1746.